# Triangl (hudební nástroj)

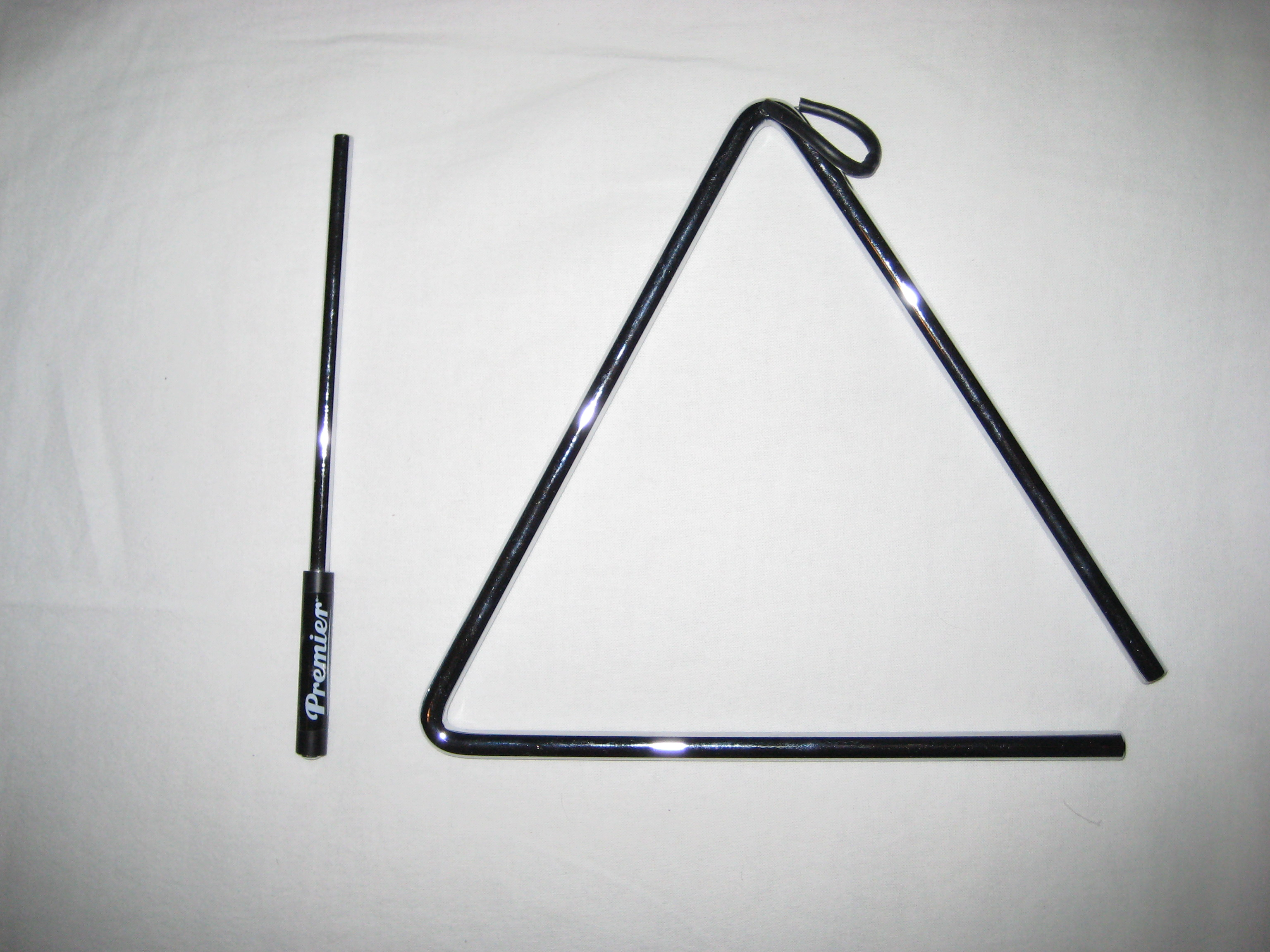
Triangl

Triangl je bicí hudební nástroj, vyrábí se z ocelové kulatiny a většinou má tvar rovnostranného trojúhelníku s oblými vrcholy, u jednoho vrcholu rozdělený kvůli lepší rezonanci. Při hře je třeba jej zavěsit na prsty pomocí vhodného provázku, který zabrání tlumení tónu. Do trianglu se ťuká malou ocelovou paličkou a délka tónu se reguluje zatlumením prsty.
Poněkud neobvyklé konstrukce je tzv. jednoruční triangl, který má tvar písmene "V" a je spolu s malou kuličkou uzavřen do pouzdra, které se drží v dlani. Kmitavým pohybem pouzdra kulička ťuká střídavě do obou stran "véčka" a k zatlumení slouží palec a ukazovák. Toto provedení umožňuje velmi rychlé střídání krátkých a dlouhých tónů, proto se hodí zejména pro latinskoamerickou hudbu.
Triangl je nástrojem, o jehož oblíbenosti ve středověku svědčí řada obrazových dokladů. Patří mezi Orffovy nástroje.